# 聖路易街 (滿地可)
聖路易街（法語：rue Saint-Louis）是加拿大魁北克省滿地可的一條東西向街道，位於滿地可島及滿地可老城的東部。
該街道以法國的聖路易九世命名。

## 建築及地標
- Maison Brossard-Gauvin（法语：Maison Brossard-Gauvin），建於1758年
- Maison Joseph-Brossard，建於1828年

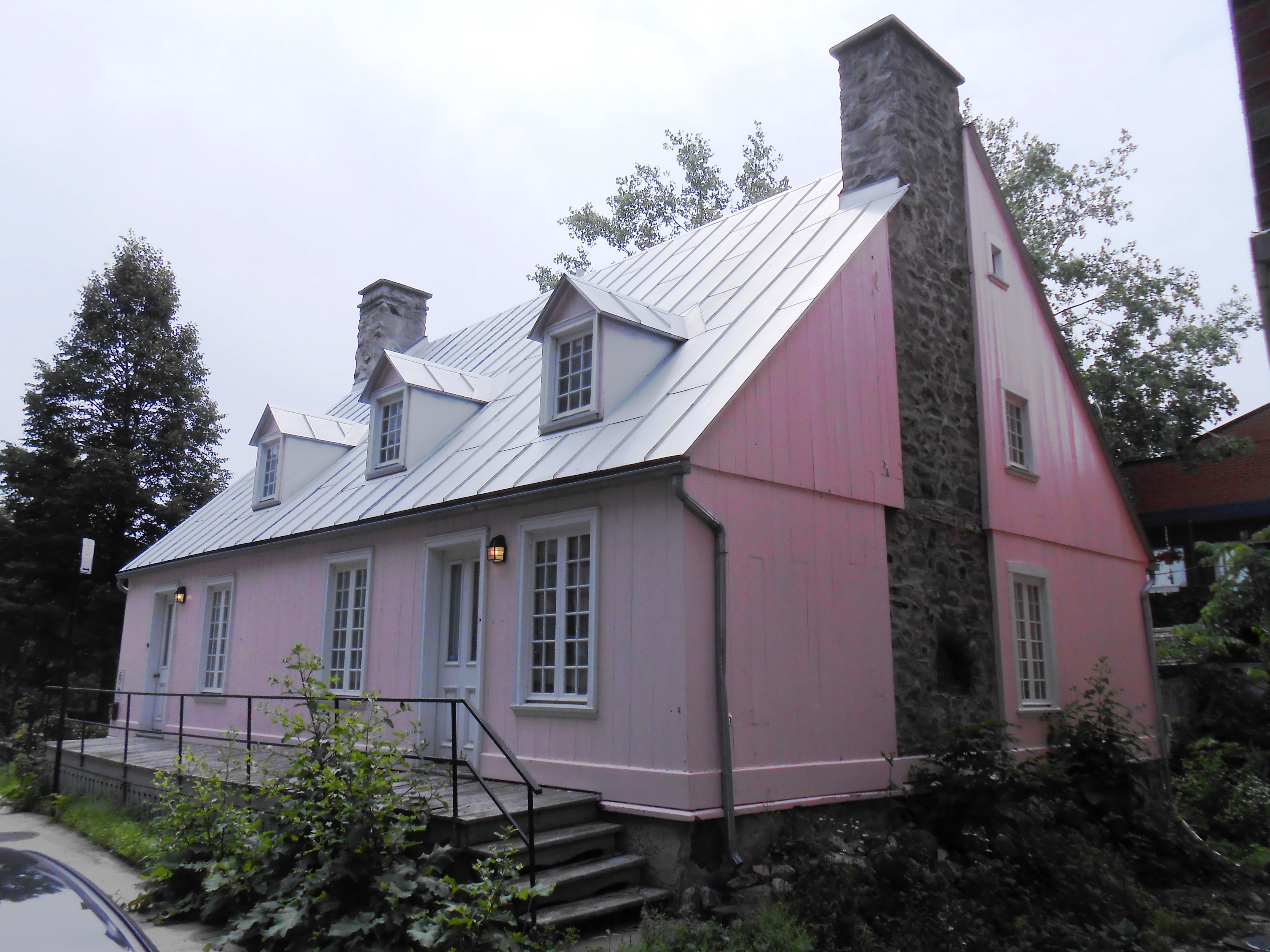
Maison Brossard-Gauvin, 433-435, rue Saint-Louis
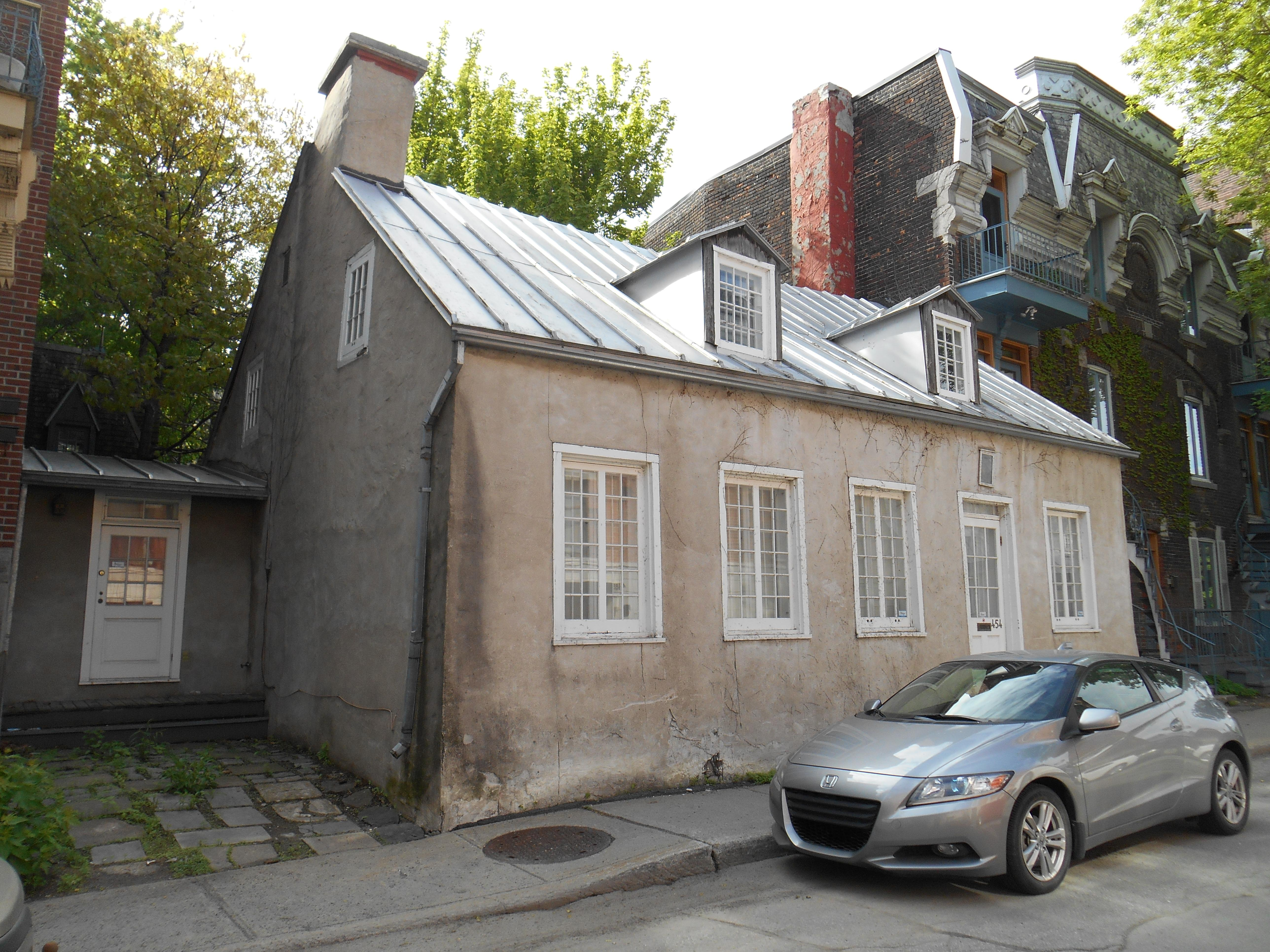
Maison Joseph-Brossard, 454, rue Saint-Louis